# Estación Benavídez
Benavídez es una estación de ferrocarril ubicada en la ciudad de Benavídez, partido de Tigre en el Gran Buenos Aires, Argentina.

## Servicios
Es una estación intermedia del servicio diésel interurbano del Ferrocarril General Bartolomé Mitre, servido entre las estaciones Villa Ballester y Zárate.
Bajo la concesión de TBA el ramal hacia Zárate tuvo 15 servicios diarios, con trenes en muy mal estado (ya que más de uno le faltaban vidrios en las ventanillas).
En la actualidad, bajo la órbita de Trenes Argentinos, todos los trenes se encuentran en buen estado, limpios, con todos sus vidrios, cuentan con seguridad de PFA que viaja en uno de los coches en todo el recorrido. Los servicios de trenes que llegan a la estación son 20 servicios diarios de ida y 20 servicios de vuelta (con frecuencia de 23 minutos), los días de semana. Los sábados, tiene 16 servicios de ida y 16 servicios de vuelta, pero con frecuencia 33 min entre tren. Y los domingos, tiene 12 servicios, con frecuencia de 1:30hs. entre tren.

## Ubicación
La Estación Benavídez está situada sobre la avenida General Pacheco y avenida General Alvear. 

## Historia
El 22 de abril de 1876 pasó el primer tren por la estación Benavídez a Campana. La estación Benavídez fue denominada originalmente por las autoridades ferroviarias Alvear, cambiando de nombre el 21 de diciembre de 1885 que por decreto se lo sustituye por el de Benavídez.
En las inmediaciones de esta estación se produjo el mayor accidente de tren de la historia de los ferrocarriles de Argentina, a las 20:30 del 1 de febrero de 1970 un tren mixto proveniente de San Miguel de Tucumán del Ferrocarril General Mitre embistió en el kilómetro 36 a otro proveniente de Zárate que se encontraba detenido por desperfectos mecánicos. La tragedia provocó 236 víctimas fatales.